# El Regalo (paroisse civile)
Pour les articles homonymes, voir El Regalo.
El Regalo est l'une des cinq paroisses civiles de la municipalité de Sosa dans l'État de Barinas au Venezuela. Sa capitale est El Regalo. En 2018, sa population s'élève à 3 643 habitants.

## Géographie

### Démographie
Hormis sa capitale El Regalo, la paroisse civile possède plusieurs localités, dont :
- Belén
- Chorroco
- Corozal
- Costa Guanare Viejo del Oeste
- El Banco
- El Clavo
  - El Clavo Este
- El Limón
- El Regalo
- El Tiestero
  - El Tiestero Adentro
  - El Tiestero Afuera
- La Palmita
  - La Palmita Abajo
- Las Cruces
- Las Flores
- Las Guiriceras
- Montañas de Guanare Viejo Sur
- Palmar de Morrones
- Parcelamiento Palo Grande
- Raicita
- Santa Bárbara
  - Santa Bárbara Este
  - Santa Bárbara Oeste
  - Santa Bárbara Sur
- Suareño